# Stackpole
Stackpole est un village du Pembrokeshire, au pays de Galles.

## Histoire
Depuis 2011, il est rattaché à la communauté de Stackpole and Castlemartin.